# Тугустемир
Тугустемир — река в России, протекает по Оренбургской области и Башкортостану. Устье реки находится в 53 км по левому берегу реки Большой Юшатырь. Длина реки составляет 30 км.
Название восходит к предположительно существовавшему тюркскому мужскому личному имени Тугызтимер.

## Данные водного реестра
По данным государственного водного реестра России относится к Уральскому бассейновому округу, водохозяйственный участок реки — Сакмара от впадения реки Большой Ик и до устья. Речной бассейн реки — Урал (российская часть бассейна).
Код объекта в государственном водном реестре — 12010000712112200006862.